# Siem (plaats)
Siem is een klein dorp in de Deense regio Noord-Jutland. Het dorp maakt deel uit van de  gemeente Rebild. Siem telt goed 100 inwoners.